# Cambridge University Wine Society
La Société des vins de l'Université de Cambridge (Cambridge University Wine Society (CUWS)), précédemment connue sous le nom de Cambridge University Wine and Food Society (CUWFS) fut créée à l'Université de Cambridge en Angleterre en 1792. Cette société organise des dégustations et diners autour du vin avec pour but d'apprendre le vin à ses membres. Chaque année sept de ces membres sont sélectionnés pour participer à un match de dégustation à l'aveugle contre Oxford, le Varsity blind wine tasting match.

## La Société
La Société des vins de l'Université de Cambridge organise plusieurs dégustations durant l'année académique. 

## Évènements
Des experts et vignerons mondialement reconnus ont notamment participé aux évènements de la CUWS :
- Prince Robert du Luxembourg, Château Haut-Brion[3].
- Pablo Alvarez et Xavier Ausás, Vega Sicilia.
- Aurélien Valance, Château Margaux.
- David Pearson, Opus One Winery.
- Edouard Moueix, Établissements Jean-Pierre Moueix.
- Ernst Loosen.

## Anciens membres de la CUWS
Anciens membres célèbres de la CUWS :
- Hugh Johnson,
- David Peppercorn,
- Julian Jeffs,
- John H. Plumb, historien,
- Denis Mack Smith, historien,
- Tom King, Baron King of Bridgwater,
- John Harvey,
- James Cropper , businessman.